# دانتي بونفيم
دانتي بونفيم كوستا سانتوس (بالبرتغالية: Dante) من مواليد 18 أكتوبر 1983 في سالفادور، هو لاعب كرة قدم برازيلي يلعب لنادي نيس - فرنسا ومنتخب البرازيل لكرة القدم كمدافع. سبق له أن لعب في كأس العالم لكرة القدم مع منتخب بلاده.
بدأ دانتي بونفيم مسيرته الاحترافية مع نادي يوفينتود عام 2002، ليشارك في 53 مباراة ويحرز هدف.
ثم انتقل عام 2004 إلى نادي ليل الفرنسي، ليشارك في 12 مباراة، بعد ذلك انتقل دانتي بونفيم إلى نادي رويال تشارليروا البلجيكي عام 2006 ليشارك في 24 مباراة ويحرز هدفين.
وفي عام 2007 انتقل دانتي إلى نادي ستاندارد لييج البلجيكي ليشارك في 63 مباراة، وفي عام 2009 انتقل إلى نادي بوروسيا مونشنجلادباخ الألماني ليشارك في 93 مباراة ويحرز 8 أهداف، وأخيراً انتقل دانتي إلى نادي بايرن ميونخ عام 2012.
انضم دانتي إلى قائمة المنتخب البرازيلي الأول 21 يناير 2013، بعد استدعائه من جانب المدير الفني سكولاري ليشارك في مباراة ودية أمام إنجلترا يوم 6 فبراير 2013، والتي انتهت بفوز إنجلترا بنتيجة "2/1".
حقق مع نادي ستاندارد لييج البلجيكي لقبين الدوري البلجيكي مرة واحدة، كأس بلجيكا مرة واحدة.بينما حقق دانتي بونفيم مع نادي بايرن ميونخ 8 ألقاب تمثلت في: لقب الدوري الألماني مرتين، لقب الكأس الألماني مرتين ولقب دوري أبطال أوروبا، لقب السوبر الألماني مرة، لقب السوبر الأوروبي مرة واحدة، لقب كأس العالم للأندية مرة واحدة حتى صيف عام 2014.انتقل في عام 2016الى نادي فولفوسبوغ ولكن في الانتقالات الصيفية لعام 2016انتقل إلى نادي نيس.

## روابط خارجية
- دانتي بونفيم على موقع الاتحاد الدولي (مؤرشف)  (الإنجليزية)
- دانتي بونفيم على موقع الاتحاد الأوربي (الإنجليزية)
- دانتي بونفيم على موقع رابطة كرة القدم الفرنسية للمحترفين (الإنجليزية)
- دانتي بونفيم على موقع إي إس بي إن إف سي (الإنجليزية)
- دانتي بونفيم على موقع قاعدة بيانات كرة القدم.إي يو (الإنجليزية)
- دانتي بونفيم على موقع بيانات كرة القدم. دي إي (الألمانية)
- دانتي بونفيم على موقع ليكيب (الفرنسية)
- دانتي بونفيم على موقع ناشيونال فوتبول تيمز (الإنجليزية)
- دانتي بونفيم على موقع Soccerbase.com (لاعب) (الإنجليزية)
- دانتي بونفيم على موقع Soccerway.com (الإنجليزية)